# Совине (заказник)
Сови́не — гідрологічний заказник місцевого значення в Україні. Розташований у межах Ніжинського району Чернігівської області, на північний захід від села Вертіївка і на північний схід від села Хомине. 
Площа 13 га. Статус присвоєно згідно з рішенням Чернігівського облвиконкому від 27.12.1984 року № 454; від 28.08.1989 року № 164. Перебуває у віданні ДП «Ніжинське лісове господарство» (Вертіївське л-во, кв. 26, 27). 
Статус присвоєно для збереження лучно-болотного природного комплексу, розташованого серед лісового масиву, у східній частині ботанічного заказника Урочище «Лубянка». У деревостані прилеглого лісу переважають насадження дуба і вільхи. 